# San José (Mindoro Occidental)
San José es un municipio filipino de primera categoría perteneciente a la provincia isleña de Mindoro Occidental en Tagalas Sudoccidentales. Con una extensión superficial de 551,93 km²,  tiene una población de 140.450 personas que habitan en 28.090 hogares. Su alcalde es José Tapales Villarrosa. Para las elecciones a la Cámara de Representantes está encuadrado en Único Distrito Electoral de esta provincia.

## Geografía
El municipio de San José se encuentra situado en la parte suroccidental de la isla de Mindoro.
Su término linda al norte con los municipios Calintaán y de Limlim (Rizal);   al sur con el municipio de Magsaysay; al este con los municipios de Mansalay y de San Pedro de Bulalacao; y al oeste con el estrecho de Mindoro, donde se encuentran las islas de Manadi, Ambulog  e Ilín, todas pertenecientes a este municipio.
El Estrecho de Mindoro separa la isla de Mindoro, al este, de la Isla Busuanga, en las islas Calamian,  al oeste. Conecta el mar de la China Meridional con el mar de Sulu y en sus aguas se encuentra el  Parque natural del Arrecife de Apo (Apo Reef Natural Park ARNP), considerado el mayor sistema de arrecifes de coral en Filipinas. El estrecho tiene un ancho de unos 80 km aproximadamente.
La bahía de Silong separa las islas de Ambulog e Ilín. En la Ensenada de Mangarín se encuentra el puerto de Caminawit y las islas de Manadi, Cabatyag y Blanca. El Estrecho de Ilín cierra esta bahía al sur, separando la isla del mismo nombre del municipio vecino.

### Comunicaciones
El aeropuerto de San José es uno de los tres con los que cuenta esta provincia, siendo los otros los de Mamburao y de Lubang. Del puerto de Caminawit parten líneas regulares hacia Manila y Corón en Paragua.

## Barrios
El municipio de San José se divide, a los efectos administrativos, en 38 barangayes o barrios, conforme a la siguiente relación:
| - Ambulong - Ansiray - Bagong Sikat - Bangkal - Población, 8 barrios | - Batasán - Bayotbot - Bubog - Buri - Camburay | - Caminawit - Catayungán - Central - Ilin Proper - Inasakan | - Ipil - La Curva - Labangan Iling - Labangan Población - Mabini | - Magbay - Mangarin - Mapaya - Murtha - Monte Claro | - Natandol - Pag-asa - Pawican - San Agustín - San Isidro | - San Roque |  |

La isla de Ilin se encuentran los siguientes once barrios: Pawican, Natandol, Buri, Catayungán, Inasakan,  Bangkal, Ipil, Ilin Proper, Labangan Iling y Ansiray. La isla de Ambulog comprende el barrio del mismo nombre.

## Historia
En el siglo XIV comerciantes chinos se establecieron en Mangarín, el asentamiento más antiguo al sur de Mindoro Occidental. El nombre de este barrio deriva de la palabra "Mandarín". Los españoles se establecieron en el siglo XVIII. El 1 de mayo de 1910 Pandurucán pasó a llamarse San José. Fue sede del municipio, siendo Germán Ramírez su primer alcalde, nombrado en  1915.
El 13 de junio de 1950, la provincia de Mindoro se divide en dos porciones: Oriental y  Occidental. La provincia Occidental comprendía los siguientes ocho municipios: Abra de Ilog, Looc, Lubang, Mamburao, Paluán, Sablayán, San Jose y Santa Cruz.
El 3 de abril de 1969, los barrios de Rizal, Aguas, Pitogo, Magsikap, San Pedro, Santo Niño, Adela, Rumbang, Salvación, Burot y Magui se separan de este municipio para formar el municipio distinto e independiente que se conocerá como  Municipio de Rizal y cuyo ayuntamiento se situará en el barrio de Rizal (Limlim).
El 3 de abril de 1969, los barrios de Magsaysay, Caguray, Pornaga, Gaposan, Lourdes, Calaug, Laste, Bulo, Alibug, Santa Teresa y Paclolo se separan de este municipio para formar el municipio distinto e independiente que se conocerá como Magsaysay. Su ayuntamiento se situará en el barrio de Magsaysay.

## Patrimonio
Catedral católica bajo la advocación San José Obrero. Forma parte del Vicariato Foráneo de San José Obrero y es sede de la Vicaría San José en Mindoro sufragánea  de la Arquidiócesis de Lipá.